# Lucas Janszoon Waghenaer

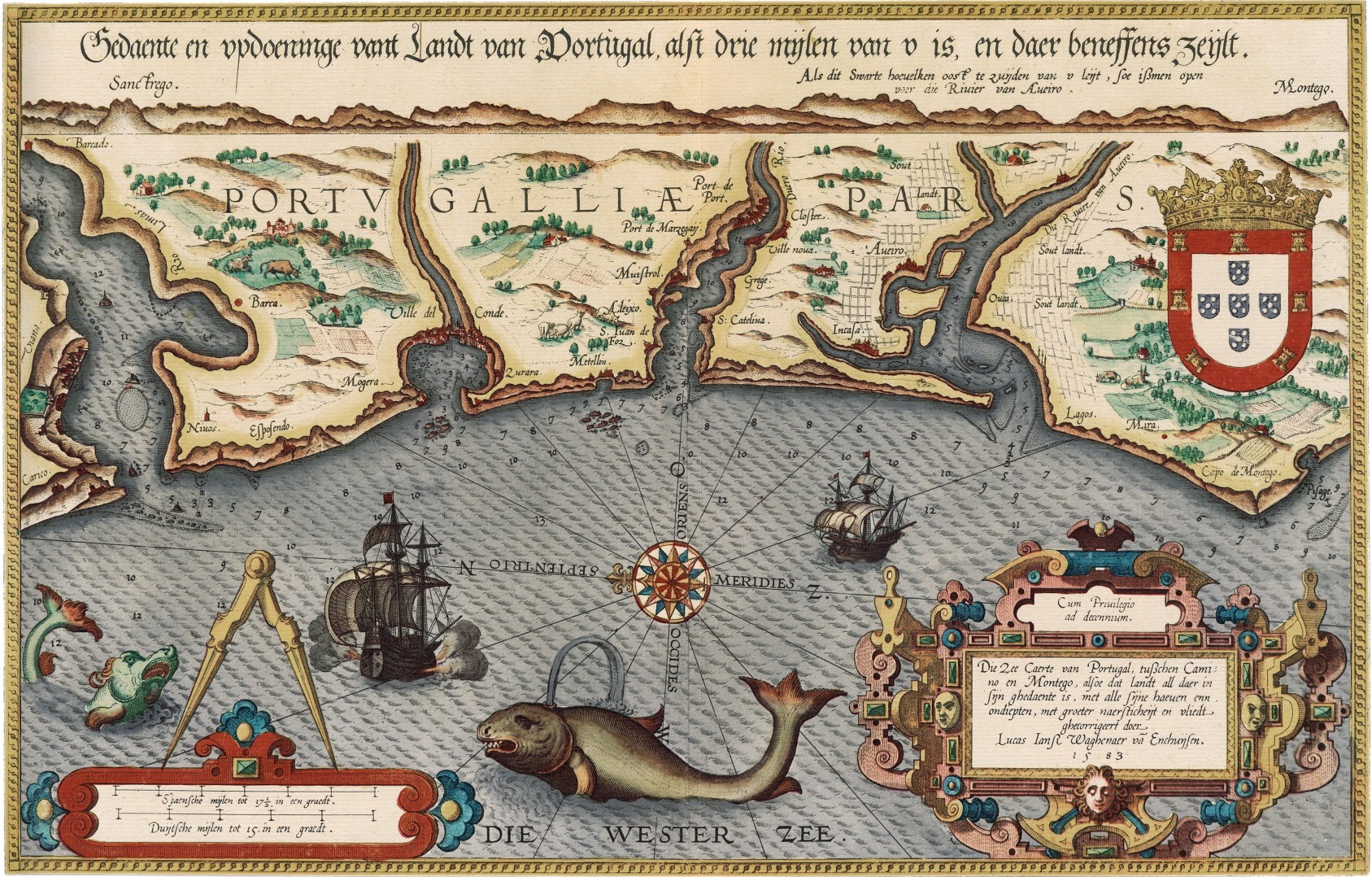
Portugal (1584)

Lucas Janszoon Waghenaer (Enkhuizen, 1533/1534 — aldaar,  1605/1606) was een Noord-Nederlands stuurman en werd beroemd als cartograaf. Hij heeft verschillende zeekaarten en zeemansgidsen gemaakt en samengewerkt met zijn beroemde stadsgenoot Jan Huygen van Linschoten. Ook gaf hij in Enkhuizen les in de zeevaartkunde.
Zijn Spieghel der Zeevaerdt uit 1584 is leidinggevend geweest voor de zee-cartografie. Het werd door Christoffel Plantijn tijdens zijn periode in Leiden voor het eerst gedrukt en uitgegeven. Voor het eerst werd er naast de notering van diepten en afbeelding van kustsilhouetten gebruikgemaakt van standaardsymbolen voor ankerplaatsen, gevaren onder water, bakens, kapen en boeien. De kaarten werden gegraveerd door de broers Lucas en Johannes van Doetecum. Het was een zeer succesvolle, vrij luxe uitgave in folioformaat die niet echt bedoeld was voor gebruik aan boord.
In 1588 kwam er een uitgave uit in Engeland: The Mariners Mirrour. Hiervoor werden de kaarten gekopieerd door Jodocus Hondius en Theodoor de Bry. Deze atlas werd zo populair dat zeekaarten en atlassen er voortaan “Waggoner” genoemd werden.
Om de minder kapitaalkrachtigen tegemoet te komen verscheen in 1592 de Thresoor der Zeevaert en in 1598 het Enchuyser zee-caert-boeck, een uitgave met kleinere afmetingen die wel op zee gebruikt werd en waarvan slechts weinig exemplaren bewaard zijn gebleven.

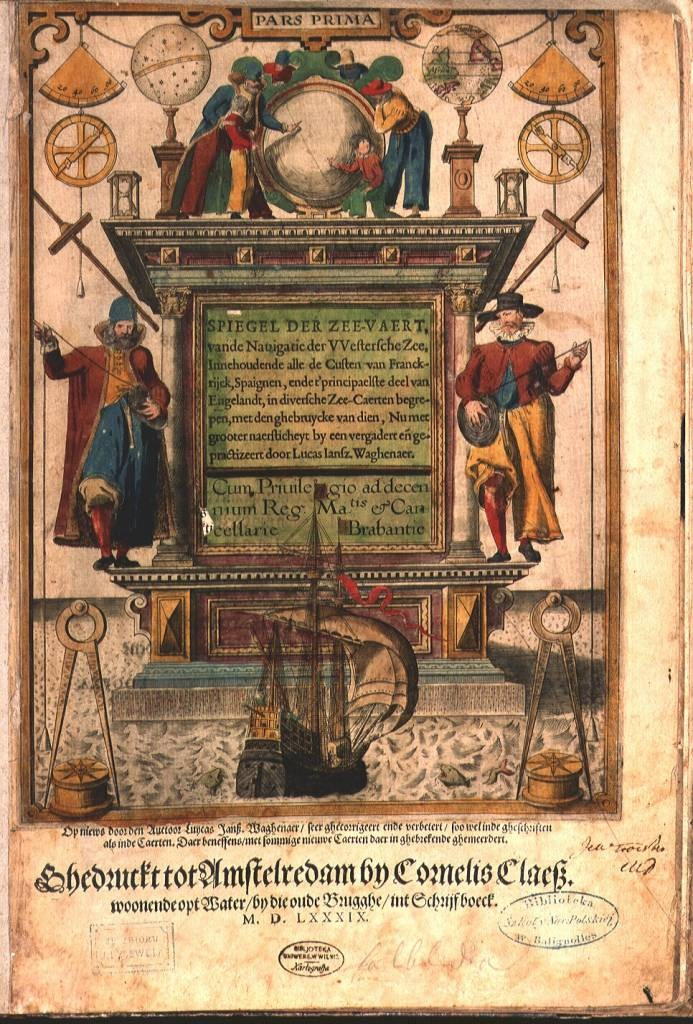
Titelpagina 1e deel Spiegel der Zee-vaert
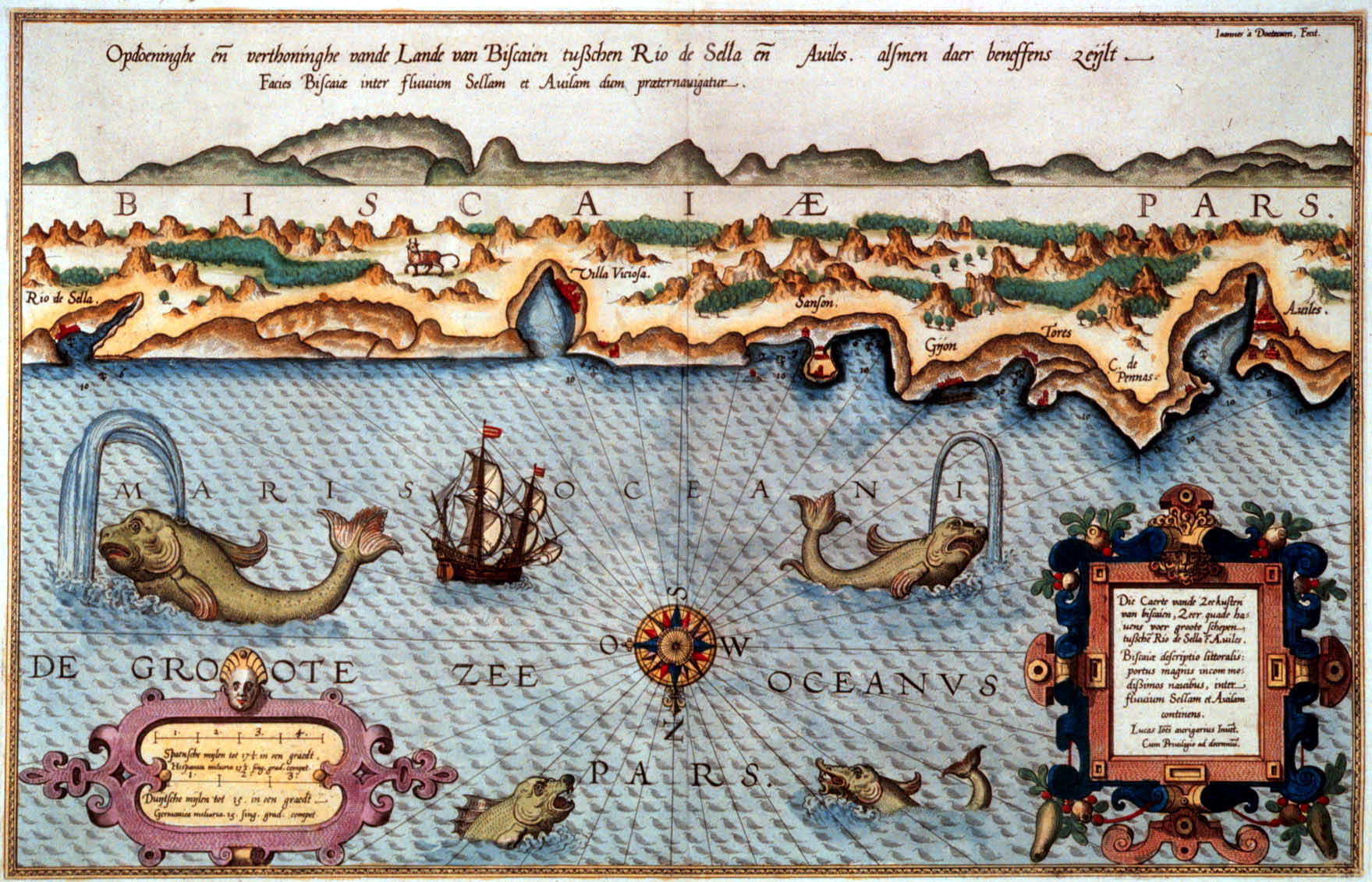
Golf van Biscaien
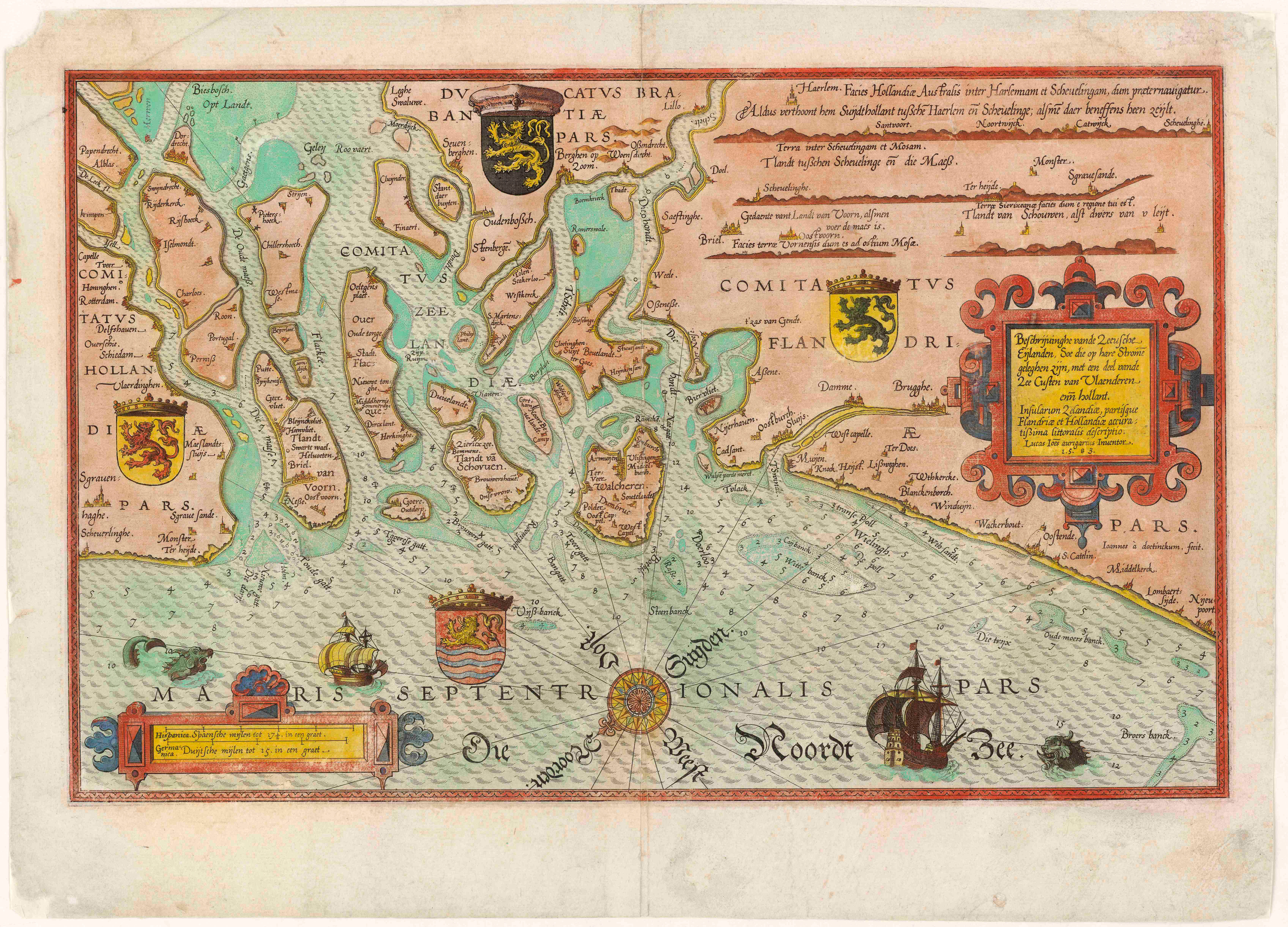
Zeeusche Eijlanden
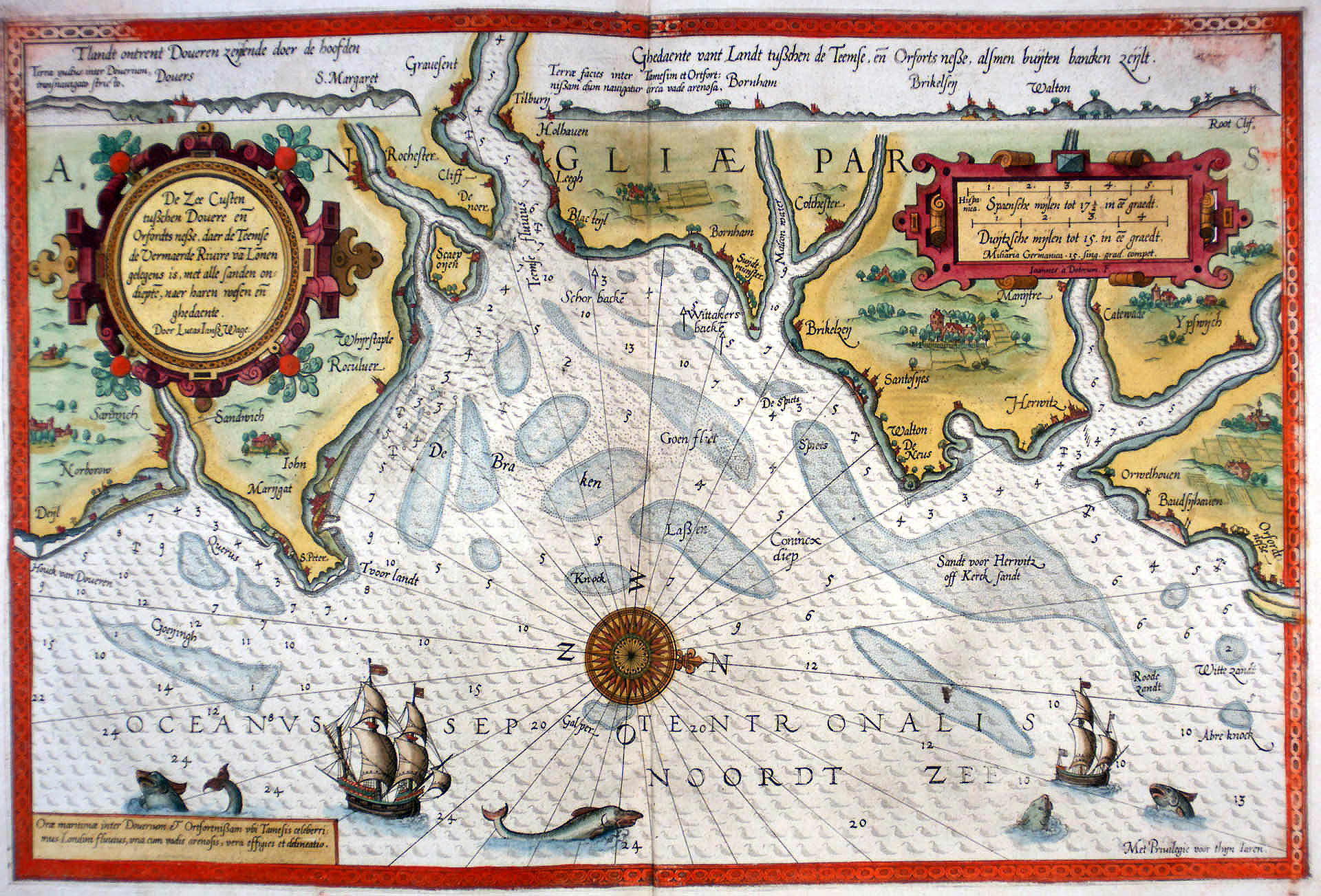
Monding van de Theems
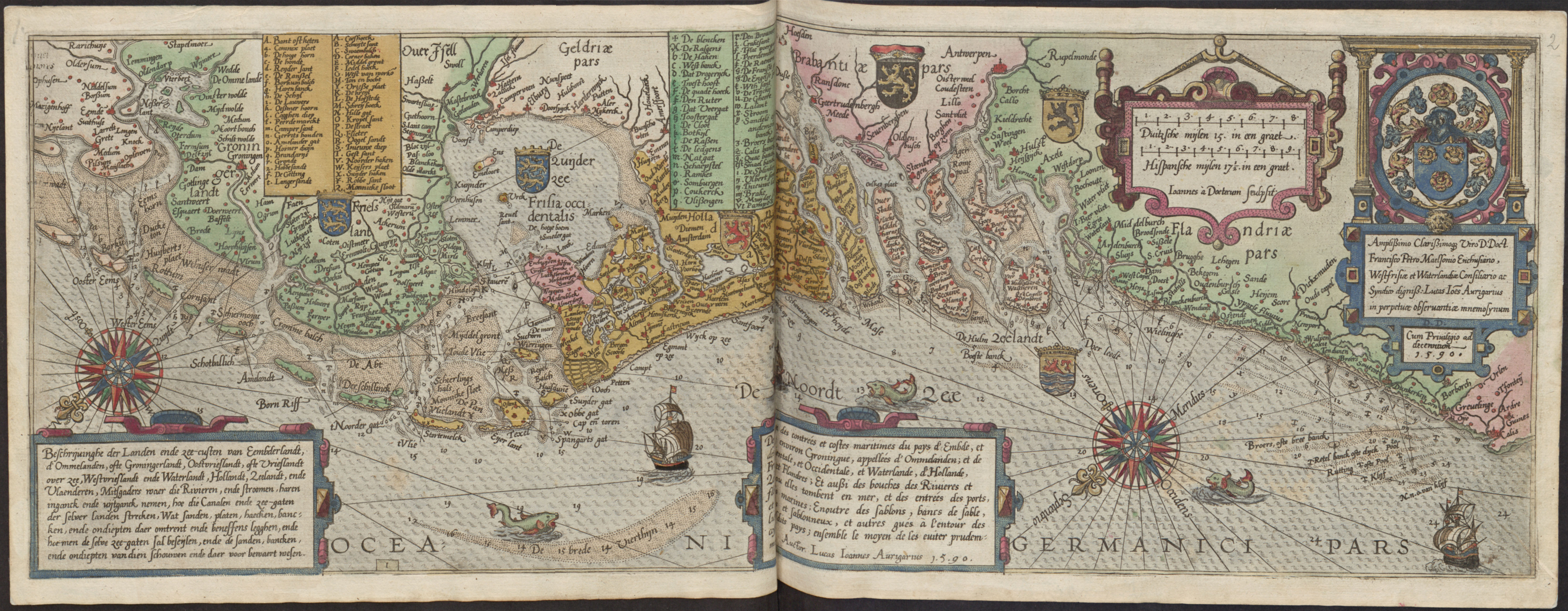
Embden tot Vlaenderen